# Seu del Govern de la zupània de Dubrovnik-Neretva

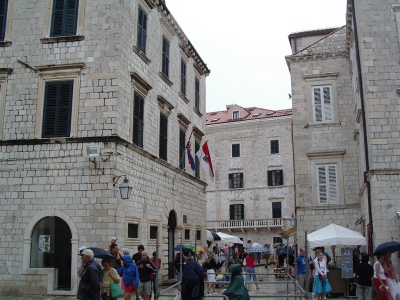
Seu del govern de la zupània de Dubrovnik-Neretva

La seu del Govern de la zupània de Dubrovnik-Neretva és un edifici a Dubrovnik (Croàcia) on resideix el govern de la zupània.
Se situa enfront de l'Ajuntament i del Museu de la ciutat i a la rodalia (per davant i darrere) es fa mercat. A la façana onegen la bandera de Croàcia, de la zupània i de la ciutat.